# Botxí fiscal septentrional
El botxí fiscal septentrional (Lanius humeralis) és un ocell de la família dels lànids (Laniidae).

## Hàbitat i distribució
Habita praderies, zones obertes i terres de conreu de les terres baixes i muntanyes d'Etiòpia i Àfrica Subsahariana, cap al sud fins Angola, sud-est de la República Democràtica del Congo, Zàmbia, Malawi i nord de Moçambic.

## Taxonomia
Sovint Lanius collaris i Lanius humeralis són considerades conespecífiques.